# I Will Never Let You Down
I Will Never Let You Down is een nummer van de Britse zangeres Rita Ora uit 2014.
"I Will Never Let You Down" werd geschreven en geproduceerd door Calvin Harris, Ora's toenmalige geliefde. De tekst gaat over iemand die dicht bij Ora staat en die een moeilijke tijd doormaakt, en Ora probeert hem te helpen op te vrolijken en hem te laten dat ze er altijd voor hem zal zijn. Het nummer werd in diverse landen een hit. Zo bereikte het de nummer 1-positie in Ora's thuisland het Verenigd Koninkrijk. In het Nederlandse taalgebied was het succes kleiner; in Nederland bereikte het namelijk de 8e positie in de Tipparade, en in Vlaanderen de 12e positie in de Tipparade.

## Tracklijst
- Muziekdownload

1. "I Will Never Let You Down" - 3:23